# Pedro Martins Namorado
Pedro Martins Namorado foi um juiz no período colonial do Brasil.

## Biografia
Inicialmente exerceu o cargo nas vilas de Conceição de Itanhaém e Santos, e após participar da expulsão dos Franceses no Rio de Janeiro, foi nomeado por Estácio de Sá como o primeiro juiz ordinário da cidade do Rio de Janeiro.
Namorado recebeu uma sesmaria em Piratininga, sendo um dos primeiros habitantes europeus a se fixar na região, participando na formação do município de Niterói. Foi também morador da primeira casa de pedras do Rio de Janeiro, erguida por Pero Lopes de Sousa em 1531, e um dos construtores do poço da fortaleza de São João. 